# Tereza Ďurdiaková
Tereza Ďurdiaková (* 20. února 1991 Brno) je česká atletka, reprezentantka v chodeckých a vytrvalostních disciplínách.
Nejdřív se věnovala plavání, synchronizovanému plavání a triatlonu, s chůzi začala až v roce 2020, nedlouho poté už reprezentovala na olympijských hrách v Tokiu. Na mistrovství světa v Budapešti v roce 2023 skončila v závodě chůze na 35 km na 10. příčce v novém českém národním rekordu 2:49:06.

## Osobní rekordy
- chůze na 20 km – 1:30:52 – 20. března 2021, Dudnice
- chůze na 35 km – 2:49:06 – 24. srpna 2023, Budapešť
- maratonský běh – 2:47:17 – 5. května 2019, Praha